# デレク・トラックス
デレク・トラックス（Derek Trucks, 1979年6月8日 - ）は、アメリカ合衆国のギタリスト。スライドギターの名手として知られ、ジョン・メイヤー、ジョン・フルシアンテと共に「新世代3大ギタリスト」と呼ばれる。「ローリング・ストーンの選ぶ歴史上最も偉大な100人のギタリスト」において2003年は第81位、2011年の改訂版では第16位。妻は同じくギタリストでブルース歌手のスーザン・テデスキ（Susan Tedeschi）。

## 人物
フロリダ州ジャクソンヴィル出身。オールマン・ブラザーズ・バンドのオリジナル・メンバーであるドラマー、ブッチ・トラックス（Butch Trucks）の甥で、9歳からギターを弾き始める。弟のデュアン・トラックス（Duane Trucks）もドラマーとして音楽活を行なっている。
1994年にベーシストのトッド・スモーリィとともにバンドを組み始め、翌1995年にはドラマーのヨンリコ・スコットが参加してデレク・トラックス・バンドを結成。その後、キーボーディストのコフィ・バーブリッジ（オールマン・ブラザーズ・バンドのベーシストであるオテイル・バーブリッジの兄）、ボーカルのマイク・マティソン、パーカッションのカウント・ムブトゥも加わり、1997年から2010年までに6枚のスタジオ・アルバムと3枚のライブ・アルバムを発表した。
一方、10代前半からオールマン・ブラザーズ・バンドのライブにもゲストとして参加するようになり、1999年には正式メンバーとして迎えられた。以降、同バンドの特徴であるツイン・リード・スタイルの一翼を担ってきたが、2014年にもう1名のギタリストであるウォーレン・ヘインズとともに脱退を表明した。
ブルースシンガーでギタリストの妻スーザン・テデスキも1997年から彼と一緒に活動している。2010年には妻のバンドと合併及び再編成を行い、デレク・トラックス・バンドは活動停止し、現在はテデスキ・トラックス・バンドとして活動している。
著名ミュージシャンの様々なセッションに参加し、2006年にはエリック・クラプトンのツアーにも同行した。ちなみに彼の名前のデレクはクラプトンとデュアン・オールマンが参加した伝説のバンド、デレク・アンド・ザ・ドミノスにちなむ。
2004年にデレク・トラックス・バンドを率いて初来日を果たし、その後もテデスキ・トラックス・バンドで定期的に来日公演を行なっている。

## プレイスタイル
微細な音程を自在に操るスライド・ギターの名手として名高い。ロックとブルース（エルモア・ジェイムズやデュアン・オールマン、B.B.キングなど）を基本としつつ、マイルス・デイヴィスの「So What」やジョン・コルトレーンの「Mr P.C」といった曲をカバー、サン・ラなどにも影響を受けるなどジャズ、さらにインド・アラブ音楽など幅広い音楽性を備えている。
ライブにおいては直立不動で、多彩なフレーズを涼しい顔で演奏している。2006年には、デレク・トラックス・バンドの初ライブDVD『Songlines Live』をリリース、このDVDで、当時の彼らの代表曲は一通り見ることができる。

## 使用機材
メイン・ギターはギブソン社のSGで、スライドバーにはデュアン・オールマンが使用していたことで有名なコリシディン（風邪薬）のボトルを愛用している。アンプはフェンダー社のスーパーリバーブで、エフェクターはディレイのみ使用。シールドは、プラネットウェーブ社のカスタムシリーズを使用。最近では、ポール・リード・スミスが2009年に発表したアンプを導入している。ライブにおいて右手はフィンガー・ピッキング（指弾き）であり、左手がスライドでなく押弦の場合も右手は指弾きである。チューニングはオープンEで、通常のコード弾きもオープンEのままプレイする。

## デレク・トラックス・バンド・メンバー
- デレク・トラックス (Derek Trucks) – ギター
- コフィ・バーブリッジ (Kofi Burbridge) – キーボード、フルート、ボーカル※2019年２月死去

- トッド・スモーリィ (Todd Smallie) – ベース、ボーカル

- ヨンリコ・スコット (Yonrico Scott) – ドラム、パーカッション、ボーカル＊※2019年9月死去

- マイク・マティソン (Mike Mattison) – リードボーカル
- カウント・ムブトゥ (Count M'Butu) – パーカッション

## テデスキ・トラックス・バンド・メンバー
- スーザン・テデスキ（Susan Tedeschi）：リード・ボーカル、ギター
- デレク・トラックス（Derek Trucks）：リードギター
- タイラー・グリーンウェル（Tyler Greenwell）：ドラム、パーカッション
- ケビ・ウィリアムズ（Kebbi Williams）：サックス
- エフライム・オーウェンズ（Ephraim Owens）：トランペット
- エリザベス・レア（Elizabeth Lea）：トロンボーン
- マイク・マティソン（Mike Mattison）：ハーモニー・ボーカル
- マーク・リバーズ（Mark Rivers）：ハーモニー・ボーカル
- アリシア・シャコール（Alecia Chakour）：ハーモニー・ボーカル
- ブランドン・ボーン（Brandon Boone）：ベース ※ティム・ルフェーブルの後任として2018年12月に加入
- ゲイブ・ディクソン（Gabe Dixon）:キーボード、ボーカル ※亡くなったコフィ・バーブリッジの後任として2019年のツアーから参加。シンガーソングライターとして自らのバンドを率いて活動も行なっている。
- イザーク・イーディー（Isaac Eady）:ドラム ※2021年7月30日レッド・ロックス公演から正式参加

### 元メンバー
- オテイル・バーブリッジ（Oteil Burbridge）：ベース
- ティム・ルフェーブル（Tim Lefebvre）：ベース ※2018年12月脱退
- コフィ・バーブリッジ（Kofi Burbridge）：キーボード、フルート ※2019年2月15日死去
- J.J. ジョンソン（J. J. Johnson）：ドラム、パーカッション ※2020年11月脱退
- モーリス・ブラウン （Maurice Brown)：トランペット

## 来日公演
- 2004年 ジャパン・ブルース・カーニバルにデレク・トラックス・バンドとして初来日
  - 5月17日なんばHatch、5月20日渋谷クラブクアトロ、5月21日CLUB CITTA'、5月23日日比谷野外音楽堂
- 2007年 Derek Trucks Band Tour 2007
  - 11月25日・12月1日 エビス・ザ・ガーデンホール、11月26日・27日 LIQUIDROOM ebisu、29日 心斎橋クラブクアトロ、30日 名古屋クラブクアトロ
- 2009年 Derek Trucks Band Tour 2009
  - 9月25日・26日東京国際フォーラム、28日グランキューブ、29日愛知芸術文化センター、30日NHKホール
- 2010年 フジロック・フェスティバルにデレク・トラックス＆スーザン・テデスキ・バンドとして出演。
  - 7月31日 苗場・フジロック・フェスティバル、フィールド・オブ・ヘブン
- 2012年 Tedeschi Trucks Band Tour 2012
  - 2月5日 名古屋クラブクアトロ、7日メルパルクホール大阪、8日・9日渋谷公会堂
- 2014年
  - 2月6日 渋谷公会堂、2月7日 名古屋・CLUB DIAMOND HALL、9日 尼崎・あましんアルカイックホール、10日 SHIBUYA-AX、11日 昭和女子大学 人見記念講堂
- 2016年
  - 3月30日 名古屋市公会堂、31日 オリックス劇場、4月1日 日本武道館
- 2019年 SIGNS 2019 Tour
  - ６月11日 尼崎・あましんアルカイックホール、12日 Zepp NAGOYA、14日・15日・16日 東京ドームシティホール

- 2023年
  - 10月18日・20日・21日・22日 東京ドームシティホール、24日 Zepp Nagoya、25日 尼崎・あましんアルカイックホール

## ディスコグラフィ

### デレク・トラックス・バンド Derek Trucks Band
- 『デレク・トラックス・バンド』 - The Derek Trucks Band（1997年）
- 『アウト・オブ・ザ・マッドネス』 - Out of the Madness（1998年）
- 『ジョイフル・ノイズ』 - Joyful Noise（2002年）
- 『ソウル・セレナーデ』 - Soul Serenade（2003年）
- 『ライヴ・アット・ジョージア・シアター』 - Live at Georgia Theatre（2004年）※ライブ
- 『ソングラインズ』 - Songlines（2006年、Legacy Recordings）
- Songlines Live（2006年、Legacy Recordings） ※DVD
- 『オールレディ・フリー』 - Already Free（2009年）
- 『ロードソングス』 - Roadsongs（2010年）※ライブ

### テデスキ・トラックス・バンド Tedeschi Trucks Band
- 『レヴェレイター』 - Revelator（2011年）
- 『エヴリバディズ・トーキン』 - Everybody's Talkin'（2012年） ※ライブ
- 『メイド・アップ・マインド』 - Made Up Mind（2013年）
- 『レット・ミー・ゲット・バイ』 - Let Me Get By（2016年）
- 『ライヴ・フロム・ザ・フォックス・オークランド』 - Live from the Fox Oakland（2017年） ※ライブ
- 『サインズ』-Sings（2019年）
- 『レイラ・リヴィジテッド』-Layla Revisited（2021年）※ライブ
- 『アイ・アム・ザ・ムーン：I. クレッセント』- I Am the Moon : I. Crescent（2022年）※全４章から成る連作の第１章。ほぼ４ヶ月連続リリース。
- 『アイ・アム・ザ・ムーン：Ⅱ. アセンション』- I Am the Moon :Ⅱ. Ascension（2022年）※第２章
- 『アイ・アム・ザ・ムーン：Ⅲ. ザ・フォール』- I AM the Moon : Ⅲ. The Fall（2022年）※第３章
- 『アイ・アム・ザ・ムーン：Ⅳ.フェアウェル』- I AM the Moon : Ⅳ. Farewell（2022年）※第４章

### オールマン・ブラザーズ・バンド Allman Brothers Band
- 『ピーキン・アット・ザ・ビーコン』 - Peakin' at the Beacon（2000年）※ライブ
- 『ヒッティン・ザ・ノート』 - Hittin' the Note（2003年）
- Live at the Beacon Theatre（2003年） ※DVD
- One Way Out（2004年）

### 参加アルバム
- セデル・デイヴィス : The Best of Cedell Davis（1995年）
- Various Artists : 『トゥ・クライ・ユー・ア・ソング…ア・コレクション・オブ・タル・テイル～ジェスロ・タル・トリビュート～』 - To Cry You a Song: A Collection of Tull Tales（1996年）
- グレッグ・オールマン : 『サーチング・フォー・シンプリシティー』 - Searching For Simplicity（1997年）
- Various Artists : Tangled Up In Blues（1999年） ※ボブ・ディラン・トリビュート盤
- Various Artists : Blues Power : Songs Of Eric Clapton（1999年）
- Various Artists : 『胸いっぱいのブルースを～ソングス・オブ・レッド・ツェッペリン』 - Whole Lotta Blues: Songs Of Led Zeppelin（1999年）
- Various Artists : Wintertime Blues:The Benefit Concert（2000年）
- Frogwings : Croakin' At Toads（2000年）
- Various Artists : Hellhound On My Trail（2001年） ※ロバート・ジョンソン・トリビュート盤
- スーザン・テデスキ : Wait For Me'（2003年）
- ベラ・フレック&フレックトーンズ : Little Worlds'（2003年）
- ジェイソン・クロスビー : Four Chords And Seven Notes Ago（2003年）
- Various Artists : Coast to Coast（2004年）
- スーザン・テデスキ : Hope and Desire（2005年）
- ジェリー・ダグラス : The Best Kept Secret（2005年）
- J・J・ケイル & エリック・クラプトン : The Road To Escondido（2008年）
- デイヴィッド・サンボーン : Here & Gone（2008年）
- エルヴィン・ビショップ : The Blues Rolls On（2008年）
- マッコイ・タイナー : 『ギターズ』 - McCoy Tyner, Guitars（2008年）
- スーザン・テデスキ : Back To The River（2008年）